# Edward J. Nell
Edward J. Nell (nacido el 16 de julio de 1935) es un economista estadounidense y exprofesor de la New School for Social Research (NY). Nell fue miembro de la facultad de la New School desde 1969 hasta 2014. Obtuvo el rango de Profesor de economía Malcolm B. Smith en 1990. Actualmente es el economista jefe de Recipco.

## Biografía
Nell nació en Riverside, Illinois, un suburbio de Chicago, el 16 de julio de 1935, hijo único de Marcella y Edward Nell. Su padre era periodista y enseñaba periodismo en la Universidad Northwestern; dirigió la fundación Quill and Scroll para el periodismo en la escuela secundaria. Su madre era administradora de una escuela pública y luego profesora de educación en la Universidad Roosevelt.
Nell asistió a la Universidad de Princeton (1954–1957) y recibió su B.A magna cum laude en 1957 (en la escuela Woodrow Wilson). Su campo de estudio en Princeton variaba mucho. Estudió matemáticas, física y filosofía, antes de descubrir su pasión por la economía y la política. Fue galardonado con una Beca Rhodes en 1957 que lo llevó a la Universidad de Oxford. Aunque ya había completado un B.A de Princeton, Oxford lo inscribió en otro, como era la costumbre en ese momento. Obtuvo el Primer puesto en PPE en 1959 en Magdalen College, estudiando con Frank Burchardt y David Worswick. Nell se quedó en el Nuffield College (1959–1962), en la Universidad de Oxford, para realizar su trabajo avanzado sobre los fundamentos del análisis económico, completar su tesis doctoral y desarrollar más su investigación.
Regresó a los Estados Unidos para enseñar en la Universidad de Wesleyan, pero más tarde regresó al Reino Unido para dar clases en la Universidad de East Anglia, también investigando en la Universidad de Cambridge. En varias temporadas de ausencia de la New School for Social Research, enseñó en el Bennington College y en el Bard College, en la McGill University, en la Universidad de Siena en Italia, en la Universidad de Bremen y en la Universidad Goethe en Frankfurt, Alemania. Dio series de conferencias y seminarios en Europa, en Francia, en las Universidades de París, Orleans y Niza; en Inglaterra en las Universidades de Oxford y Cambridge, y en East Anglia, Warwick, Essex y Sussex; en Italia en las Universidades de Roma, Milán, Catania y Siena; en Austria en las Universidades de Graz y Viena; en Alemania en las Universidades de Bremen, Frankfurt, Kiel, Regensburg y Hanover; en Canadá, en la Universidad de Trent, Waterloo, McGill y HEC-Montreal. Y en Nueva Gales del Sur, Melbourne, Newcastle, Adelaida y Sídney en Australia. Muchas de estas conferencias se asociaron a proyectos de investigación con colegas en estas universidades.

## Contribuciones
Nell ha hecho contribuciones en el campo de la Teoría Macroeconómica, el Análisis Monetario y de Finanzas, la Metodología Económica y la Filosofía Económica, la Economía de Transformación de Crecimiento y Desarrollo. Ha escrito una veintena de libros. Sus artículos sobre teoría económica y metodología que han aparecido en las principales revistas como American Economic Review, la Revista de Economía Política, la Revista de Literatura Económica, el Cambridge Journal of Economics, Eastern Economic Journal, la Revista de Economía Política, Desarrollo Económico y Cambio Cultural, el Análisis y la Investigación Social.
Nell es conocido por su visión crítica de los fundamentos metodológicos y filosóficos de la economía neoclásica (lo que Nell llama economistas de libre mercado), examinado en su libro más conocido, Rational Economic Man (Cambridge University Press, 1975) y del que es coautor con el filósofo racionalista inglés Martin Hollis. Nell es también el creador de la teoría general del "crecimiento transformacional". El desarrollo completo de la Teoría general del crecimiento transformacional se produjo en los años 90 y se publicó como La teoría general del crecimiento transformacional (Cambridge University Press, 1998). La metodología / filosofía que subyace en la Teoría del crecimiento transformacional es una forma de realismo, basada en completar "verdades conceptuales" haciendo trabajo de campo y luego construyendo modelos de relaciones sólidamente fundamentadas en instituciones.
En una colección de ensayos en honor a Edward J. Nell publicado en 2004, Argyrous, Forstater y Mongiovi escribieron: Nell ha estado presionando sobre la teoría económica durante cuarenta años. Nell ha sido miembro de la Facultad de Graduados de la Nueva Escuela de Investigación Social (NY) desde 1969. Sus escritos y su enseñanza reflejan los valores intelectuales apreciados por los economistas emigrados de habla alemana que formaron la columna vertebral de la Facultad de Graduados en su inauguración en a principios de la década de 1930: eclecticismo metodológico, una perspectiva crítica hacia el pensamiento económico convencional y un poderoso compromiso con la idea de que el propósito último de las ciencias sociales es ayudar al logro de resultados progresivos. La amplitud intelectual de Nell está indicada por la variedad de temas a los que ha hecho importantes contribuciones: Teoría del crecimiento, Debate de la teoría del capital, Economía monetaria, Teoría y política macroeconómica, Políticas sobre las drogas, Cambio económico estructural, Metodología económica, Historia económica, Filosofía analítica. y Filosofía del conocimiento.

### Economía y filosofía
La investigación más conocida de Nell sobre economía y filosofía fue un libro publicado en 1975 por Cambridge University Press bajo el título de Rational Economic Man (coautor con el filósofo Martin Hollis). Lavoie, D. C. (1977, p. 325) argumentó que:

"A las devastadoras críticas al positivismo de filósofos como Brand Blanshard, W. V. Quine, S. Toulmin, A. R. Lousch y Karl Popper, ahora se puede agregar la de los profesores Hollis y Nell. La razón de la impotencia de la economía moderna, según muestran estos autores, reside en su método. El rejuvenecimiento de la economía requiere el desarrollo de una metodología diferente, que preste atención a los aspectos de las ciencias sociales que las distinguen de las ciencias naturales. Necesitamos un método que reconozca que las personas no son átomos y que la sociedad no es un laboratorio."

Desde principios de la década de 1960, Nell había sido crítico con el programa de investigación neoclásico y había intentado extraer los supuestos no declarados de la economía neoclásica y someterlos a un escrutinio metodológico. Su tesis doctoral de 1966 fue sobre "Modelos de comportamiento". El libro de Hollis y Nell (1975) es una extensión de esa tesis doctoral. En el libro, Hollis y Nell (1975) delinean una visión alternativa al neoclasicismo basada en una teoría racionalista del conocimiento. Diseccionan la combinación de libro de texto del neoclasicismo y el positivismo, tan crucial para la defensa de la economía ortodoxa contra las objeciones ahora familiares. El enfoque de la metodología de Hollis y Nell rompe con el enfoque tradicional al centrarse en los problemas de la aplicabilidad de las teorías neoclásicas actuales. Desarrollan teorías coherentes que describen el comportamiento de los agentes "asumidos", por lo tanto, imaginarios y racionales. Pero ¿cuáles son las condiciones para aplicar tales teorías a los agentes reales? La respuesta neoclásica depende de su visión de los individuos racionales.

### Teoría del dinero y las finanzas
Sus primeros trabajos, en la década de 1960, sentaron las bases para su trabajo posterior. La Teoría de la circulación de Wicksell expuso el problema de explicar cómo circula el dinero, es decir, cómo una suma de dinero determinada "monetiza" todas las variables económicas básicas. De hecho, Lavoie, Rodríguez y Seccareccia (2004, pp. 3-4) argumentaron que:

"A principios de 1967, Nell había publicado un artículo sobre el circuito monetario de Wicksell en el Journal of Political Economy. Allí, exploró varias de las preguntas que se convertirían en el foco principal de las teorías del circuito francés, y que se destacaron nuevamente, primero en un documento de trabajo poco conocido (Nell, 1986), y luego en el exitoso libro que publicó editado con Ghislain Deleplaces en 1996, Money in motion ... En su documento de 1967 sobre la circulación monetaria dentro de un marco de Wikselian, Nell tomó en cuenta el impacto de los pagos de intereses en la demanda agregada y en el cierre del circuito monetario. Incluso desde 1967, creemos, Nell ha sido tentado por la relación entre los aspectos reales y monetarios de la economía."

En muchos sentidos, el enfoque de Nell se remonta a Francois Quesnay en que el dinero trazaba las transacciones entre las diferentes clases y sectores de la sociedad. Aunque Wassily Leontief era más conocido por su 'Modelo Imput/Output', se pudo encontrar una importante contribución al análisis económico en su tesis doctoral, realizada en 1928 en la Universidad de Berlín, sobre 'La economía como circulación' (en alemán "Wirtschaft als Kreislauf. "), Bajo la dirección de L.Von Bortkiewicz y Werner Sombart. Este trabajo ayudó a influir en la visión de Nell de la "circulación monetaria". (Aunque se habían reunido anteriormente, conoció a Leontief cuando fundó el Instituto para el Análisis Económico en Nueva York; más tarde conoció y apreciaba a Faye Duchin y otros allí. Apreció especialmente sus estudios sobre las relaciones entre salarios y ganancias y el trabajo sobre aportes salida y el medio ambiente). John Hicks (1967) notó la diferencia entre la "demanda de transacciones", que se basaba en la estructura y los contratos, y la demanda especulativa que describió como un asunto "voluntario", un tema apropiado para la teoría de la elección. James Tobin y Franco Modigliani analizan la decisión de mantener dinero; Nell, siguiendo a Wicksell y los primeros teóricos cuantitativos, se preocupan por el patrón según el cual se gasta, para determinar cuánto dinero se necesita para garantizar que todas las transacciones estén completamente "monetizadas". Estas preguntas provienen de Quesnay, a través de Leontief.
Al igual que Robert Mundell, Nell se ubica en la intersección de tres escuelas teóricas: keynesiana, monetarista y ricardiana. Cada escuela contribuye con algo de valor para el análisis económico y la formulación de políticas. Para Mundell, los keynesianos contribuyen con el efecto multiplicador de los presupuestos federales para la estabilización; los monetaristas, con la estabilidad monetaria para fomentar inversiones que promuevan el crecimiento; y los ricardianos, con la importancia del libre comercio y los flujos de inversión para maximizar el bienestar social. Nell recurre de la misma manera a los keynesianos, pero recurre a los teóricos cuantitativos de mayor edad para las cuentas de la circulación monetaria, y recurre a los ricardianos para la teoría del valor, mientras que sigue a Joseph Schumpeter para un enfoque de la innovación y la competencia.
En 2004 se publicó finalmente Monetizing the Classical Equations, que había estado circulando durante tres años. Finalmente, reúne la historia de la circulación monetaria, detallando cómo las presiones del crecimiento transformador, incluida la aparición del capital fijo y las finanzas necesarias para ello, llevaron a cambios sistemáticos primero en el sistema monetario y luego en la banca, con el resultado de que la forma en que se determina la tasa de interés cambió significativamente.

### Teoría del crecimiento transformacional
La primera declaración de la teoría del crecimiento transformacional se produjo en 1988 en su libro Prosperity and Public Spending, en la que se exponía la idea de que los mercados funcionaban de manera diferente cuando la tecnología estaba basada en la artesanía. Los costos se estructuraban de manera diferente, y tenía sentido que los precios fueran flexibles, pero el empleo tendería a ser inflexible. Sin embargo, esto daba lugar a incentivos para cambiar la estructura de los costes, lo que lleva a la producción en masa y las condiciones de costes en las que tiene sentido mantener los precios estables y variar el empleo.
El desarrollo completo de la teoría del crecimiento transformacional se produjo en los años 90, y se publicó como la Teoría General del Crecimiento Transformacional (Cambridge University Press, 1998), a partir de una crítica del equilibrio, y en su lugar el apoyo a la destrucción creativa, trabajando a través de preguntas metodológicas y filosóficas sobre el papel de los contratos y las obligaciones en la comprensión de la persistencia de las estructuras institucionales, en la circulación del dinero, en la comprensión de la productividad y en la estructura de la producción, especialmente en la relación entre la factura salarial y los bienes de capital y los requisitos de capital en los bienes de consumo. Después continúa con la dinámica, y desde allí a la demanda agregada y al ciclo económico. La 'inversión' debe dividirse en dos pasos: planificación de la inversión, que depende de la innovación y requiere planificación de precios y costos, y gasto de la inversión, que depende de las ganancias y las finanzas. No puede haber una "función de inversión" única y simple que resuma esto. Los modelos macro tienen que ser reconstruidos. Finalmente, el libro concluye examinando las interacciones entre las fuerzas y presiones económicas y el carácter cambiante de las instituciones sociales.
Nell es el creador de la Teoría del Crecimiento Transformacional, que rastrea el patrón de desarrollo capitalista a través de una sucesión de etapas, en las cuales los mercados se ajustan de manera diferente, y al hacerlo, dan lugar a presiones de mercado que conducen a innovaciones que mueven al Sistema a la siguiente etapa. En cada etapa, el funcionamiento de los mercados se regirá en parte por la estructura de costos y el patrón de crecimiento de la demanda, los cuales dependen de la tecnología y la innovación. El enfoque se basa en el trabajo empírico de Simon Kuznets, y hace uso de la noción de hechos estilizados de Nicholas Kaldor; también se basa en el trabajo de W. Arthur Lewis y Gunnar Myrdal en relación con las etapas de desarrollo. Sin embargo, es consistente solo en parte con el enfoque neoclásico de Robert Solow. Como en esa construcción, la sustitución del capital por el trabajo es crucial. Sin embargo, el crecimiento transformacional rechaza la idea de un estado estable y presenta un modelo de múltiples sectores que cambian regularmente en tamaño e importancia. Por otro lado, el énfasis de Douglass North en las instituciones se repite aquí. Ross Thomson (2004, pp. 81) argumentó que:

"Comprender el desarrollo capitalista está aún más allá de las capacidades de la teoría económica, al menos en su versión formalizada. Intrínsecamente innovador, desigual a lo largo de sectores y países, y evolucionando a través de cambios cualitativos en la estructura institucional, el desarrollo involucra tal complejidad que las principales ideas, incluidas las de Marx, Veblen, Schumpeter y Chandler, a menudo provienen de fuera de la teoría formal. La utilidad de estas ideas sugiere que la teoría debe ser reconceptualizada para comprender el desarrollo capitalista. Edward Nell intenta tal reconceptualización. Nell describe el desarrollo como un proceso acumulativo en el que las instituciones económicas y las tecnologías evolucionan en una dinámica única, que se engendra mutuamente. En la Teoría general del crecimiento transformacional (1998), le da a la teoría la tarea de comprender este proceso acumulativo. En el enfoque del CT, los mercados generan innovaciones, lo que es más importante, los cambios tecnológicos, y estas innovaciones reestructuran los mercados. Este proceso imparte una dirección al desarrollo capitalista a medida que los sectores suben y bajan, la producción se reorganiza y los mercados se remodelan."

Además, Geoffrey M. Hudgson (2004) argumentó que:

"El rico y esclarecedor El crecimiento transformacional general (1998) de Edward Nell tiene más de setecientas páginas y cita a muchos autores. Pero no hay ninguna referencia a Thorstein Veblen. Sin embargo, existen conexiones y similitudes notables entre el pensamiento de Veblen y el de Nell. Obviamente, ambos están muy preocupados por la dinámica peligrosa y los efectos negativos del capitalismo moderno. Pero las similitudes van más allá. En el centro de sus argumentos separados sobre el desarrollo capitalista están los profundos entendimientos de la importancia y el papel de la tecnología. Además, el argumento clave de Nell (1998, 26–36, 410–68) sobre el cambio de una economía artesanal a la producción en masa tiene paralelos increíblemente estrechos en el análisis de la transformación de Veblen (1904: 364–68; 1914: 230–355)."

En contraste con muchas teorías convencionales, el análisis económico que apoya la perspectiva del crecimiento transformacional no se basa principalmente en la elección racional. Hay un lugar para la elección racional y para la teoría del equilibrio, pero en opinión de Nell es un lugar subordinado, y gran parte de la actividad será prescriptiva en lugar de descriptiva. Los mercados reales están siempre están en movimiento; el equilibrio es raro y es necesario el análisis dinámico.
La metodología/filosofía que subyace en la Teoría del crecimiento transformacional es una forma de realismo, basada en completar "verdades conceptuales" haciendo trabajo de campo y luego construyendo modelos de relaciones sólidamente fundamentados en las instituciones. El resultado serán modelos abiertos, que solo pueden cerrarse temporalmente al "establecer" ciertas relaciones inherentemente no confiables. Esto tiene implicaciones para la econometría: no todas las relaciones económicas están a la par. Algunas son confiables y se pueden establecer confiablemente; otras son intrínsecamente poco fiables, especialmente aquellas que son prospectivos. Es probable que cambien "espontáneamente". Tienen que ser estimadas de manera temporal por el trabajo de campo y buenas conjeturas. Tampoco hay nada malo en esto. Pero significa que un modelo econométrico debe dividirse en dos partes: las relaciones confiables y las volátiles.
Los artículos publicados y no publicados de Nell que tratan estos y otros temas se recopilaron en su libro de 1992, Transformational Growth and Effective Demand, New York University Press, 1992. La intención de este libro en ese momento era proporcionar una declaración tan completa de su enfoque alternativo como fuera posible. En retrospectiva, sin embargo, sólo tiene un éxito parcial. No hay discusión sobre dinero, crédito y banca. La circulación se dejó de lado, porque en ese momento la teoría no se había completado. Y la teoría del crecimiento transformacional sólo fue esbozada. Sin embargo, las secciones históricas y la teoría de la demanda efectiva se presentan muy bien.
Cuando salió el libro de 1992, recibió el apoyo de un volumen separado, publicado por Nell en 1998, Transformational Growth and the Business Cycle, London: Routledge, 1998. El libro contenía el trabajo de un grupo de estudio de alumnos de la Nueva Escuela, probando la validez empírica del enfoque, examinando las series temporales de precios, salarios, empleo, producción y productividad en seis países. Casi al mismo tiempo, Nell escribió un libro en 1996, En busca de una economía cambiante, Londres: Routledge, 1996 y expuso las "paradojas del individualismo", y proporcionó una crítica de la filosofía social del individualismo y sugerencias para un enfoque más satisfactorio.
El cambio de producción artesanal a producción en masa conduce a nuevos requisitos de políticas; exige lo que Abba Lerner llamó "Finanzas funcionales", pero este enfoque perdió el favor durante los tiempos difíciles que siguieron a las crisis del petróleo. Hubo un experimento generalizado, aunque temporal, con el monetarismo y una desilusión duradera con el 'ajuste' y la gestión de la demanda. Pero los conceptos básicos de las finanzas funcionales son sólidos y reflejan la comprensión del dinero moderno (fiduciario y basado en el crédito), dinero que no tiene "ancla". La reactivación de este enfoque hoy conduce al programa para un "empleador de último recurso", (ELR). Esto ofrece un marco de políticas que apoyará el pleno empleo, al tiempo que restringirá la inflación. Ofrece la oportunidad de cumplir muchos objetivos sociales también. Y aprovecha el crecimiento transformacional, que cambia el presupuesto de neutral o procíclico a anticíclico.
Una implicación adicional del crecimiento transformacional es que si hay una movilidad sustancial de trabajo y capital, los tipos de cambio se desviarán de la paridad del poder adquisitivo solo debido a presiones especulativas. En otras palabras, una moneda universal, como la propuesta por Robert Mundell, no solo sería deseable, sino que parecería ser una culminación natural de los procesos de cambio transformacionales.

### Econometría y filosofía
Más recientemente, Nell ha trabajado con su colega Karim Errouaki en los fundamentos metodológicos de la econometría estructural. La posición expuesta por Rational Economic Man de Martin Hollis y E.J Nell (1975) se amplió y desarrolló en su reciente libro Rational Econometric Man, (Edward Elgar, 2013). Argumentaron que no es demasiado descabellado ver a Rational Economic Man como una base para reconstruir los fundamentos científicos de la econometría estructural. Uno podría decir que hay buenas razones para considerar el marco de Hollis y Nell (1975) como una base para reconstruir la econometría estructural, una base que complementa y extiende las ideas originales de Trygve Haavelmo. 
El trabajo de Haavelmo (1944) es probablemente el hito más importante en la historia de los modelos econométricos. Es una monografía notable que, desafortunadamente para la econometría, se convirtió en un clásico demasiado pronto, parte de la razón por la que es mal entendida. Presentan su contribución metodológica distintiva como una combinación de trabajo de campo y análisis conceptual diseñado para garantizar que sus modelos estén bien fundamentados en la realidad y, al mismo tiempo, sean conceptualmente coherentes y estadísticamente adecuados. Al hacerlo, también describen una serie de elementos que serán necesarios para desarrollar un modelo macroeconómico "bueno" de una economía avanzada.

### La economía del desarrollo
Más recientemente, Nell ha trabajado con sus dos colegas Federico Mayor Zaragoza y Karim Errouaki en Reinventing Globalization after the Crash (2015). El libro se basa en el material proporcionado por Federico Mayor Zaragoza, The World Ahead (Zed Books, UNESCO, 2001), revisado y animado por el marco teórico presentado por Nell en su libro opus magnum General Theory of Transformational Growth (Cambridge University Press, 1998) y extendido por Karim Errouaki (UM, HEC-Montreal, 2003) quien argumentó que el crecimiento transformacional proporciona una nueva visión y un nuevo marco para pensar sobre el desarrollo económico, incorporándolo al marco de la historia económica. El propósito del libro, que está incorporado en su título, es reinventar la globalización de manera que garantice que la globalización no solo sea rentable y sostenible, tema de muchos estudios, sino que contribuya al desarrollo humano. Para ello quieren sugerir formas de recrear la economía global y humanizarla.

## Obras

### Libros
- Rational Economic Man (con Martin Hollis), Cambridge: Cambridge University Press, 1975. (Portuguese edition, O Homem Economico Rational, trans. by A. Addor, Zahar, Rio, 1977. Japanese edition 1982).
- Growth, Profits and Property, edited by E.J. Nell, Cambridge: Cambridge University Press, 1980.
- Demanda Effectiva, Precios y Salarios, (editado y traducido por A.Schneider), México: Editorial Trillas, México, 1983.
- Historia y Teoría Económica, editado por A. Barcelo y Lluis Argemi, Barcelona, España: Editorial Crítica, Grijalbo, 1984.
- Free Market Conservatism: A Critique of Theory and Practice, London, UK: George Allen and Unwin, 1984.
- Prosperity and Public Spending: Transformational Growth and the Role of the State, London, UK: Unwin and Hyman, 1988.
- Nicholas Kaldor and Mainstream Economics: Confrontation and Convergence, edited with Willi Semmler, Essays from the Kaldor Conference, London, UK: Macmillan, 1991.
- Transformational Growth and Effective Demand, London, UK: Macmillan, 1992.
- Beyond the Steady State: Essays in the Revival of Growth Theory, edited with Joseph Halevi and David Laibman, London, UK: Macmillan, 1992.
- Economics as Worldly Philosophy: Essays in Honor of Robert Heilbroner, edited with Jaspal Chatha and Ron Blackwell, London, UK: Macmillan, 1992.
- Money in Motion, edited with Ghislain Deleplace, London, UK: Macmillan, 1995.
- Making Sense of a Changing Economy. Routledge: London and New York, 1996.
- The General Theory of Transformational Growth: Keynes After Sraffa. Cambridge University Press, 1998.
- Transformational Growth and the Business Cycle, London,. Routledge, 1998.
- Reinventing Functional Finance, ed w. M. Forstater; Cheltenham: Edward Elgar,2003.
- The State The Market and the Euro, E.Elgar, 2003.
- Rational Economic Man (con Martin Hollis), Cambridge: Cambridge University Press, second edition, 2006.
- Rational Econometric Man: Transforming Structural Econometrics, with Karim Errouaki; E. Elgar, 2013.
- Reinventing Globalization after the Crash, con Federico Mayor Zaragoza y Karim Errouaki
- Hard Drugs and Easy Money, con Karim Errouaki y M. Nell, 2015.
- Leviathan's Wallet, con Ray Majewski y Jacob Nell
- Iraq, Oil and the World Economy con Willi Semmler
- Towards a New Paradigm in Development Economics, con Karim Errouaki
- Le Statut Scientifique de la Méthodologie Econométrique, con Karim Errouaki
- Economics and Management in Dialogue: Reinventing Management (Organizational Strategies through the Transformational Growth Lens), con Karim Errouaki y Federico Mayor Zaragoza
- The General Theory of Transformational Growth, second edition
- Rationality, Action and Value in the Philosophy of Social Science, Martin Hollis Memorial Conference, editado con Brendan Hogan y Karim Errouaki

### Artículos seleccionados
Más de 150 artículos en revistas de economía y volúmenes editados; 6 artículos en revistas de filosofía; numerosos artículos en revistas populares y numerosas entrevistas de TELEVISIÓN.
- Nell, E.J. (1966) "No Proposition can describe itself". Analysis. Vol.26, No. 4. March 1966.
- Nell, E.J. (1967) "Wicksell's Theory of Circulation". The Journal of Political Economy. Vol. 75, No. 4, Part I, August 1967.
- Nell, E. J. (1967) "Theories of Growth and Theories of Value," Economic Development and Cultural Change, Vol. 16, No. 1 (December 1967).
- Nell, E.J. (1970) "A Note on Cambridge Controversies In Capital Theory". The Journal of Economic Literature. Volume VIII, Number 1, March 1970
- Nell, E.J. (1972) "The Revival of Political Economy". Social Research. Spring 1972 (Vol. 39. No. 1)
- Nell, E.J. (1973) "Cyclical Accumulation: A Marxian Model of Development". The American Economic Review. Volume I.XIII, Number 2. May 1973.
- Nell, E.J. (1973) "The Fall of the House of Efficiency". The Annals of The American Academy of Political and Social Science. Special Issue on Income Inequality. Volume 409. September 1973.
- Edward J. Nell (1976) "An Alternative Presentation of Lowe's basic Model". In Adolph Lowe (1976), The Path of Economic Growth. Cambridge: Cambridge University Press. pp. 289–329.
- Nell, E. J. (1977) "No Statement Is Immune to Revision." Social Research, Vol. 44, n4 (Winter 1977): 801–23.
- Nell, E. J. and Laibman, D. (1977) "Reswitching, Wicksell Effects, and the Neoclassical Production Function," American Economic Review, Vol. 67, n5 (Dec. 1977): 878–88.
- Nell, E.J (1984) "Structure and Behavior in Classical and Neo-Classical Theory". Eastern Economic Journal, Vol. XI, No. 2, April–June 1984.
- Nell, E.J. (1986) "On Monetary Circulation and the Rate of Exploitation, Thames Papers in Political Economy, Summer.
- Nell, E. J. (1989) "Notes on Finance, Risk and Investment Spending," in Barrere, A. (ed.), Money, credit and prices in Keynesian perspective: Proceedings of a conference held at the University of Paris I--Pantheon-Sorbonne. New York: St. Martin's Press, (1989): 16–47.
- Nell, E. J. (1989) "Accumulation and Capital Theory, in Feiwel, G. (ed.), Joan Robinson and Modern Economics., New York: New York University Press.
- Nell, E.J. (1990) "Velocity of Circulation and the Mark-Up, Economie Appliquée, Summer.
- Nell, E. J. (1994) "Instrumentalism" and the Role of the State," Economie Appliquée Vol. 47, n2 (1994): 81–113.
- Nell, E.J. (1994) "Minsky, Keynes and Sraffa: Investment and the Long Period" in G. Dymski and R. Pollin (Eds), New Perspectives on Monetary Macroeconomics. Ann Arbor: University of Michigan Press.
- Nell, E.J. and Phillips, Th. F. (1995) "Transformational Growth And The Business Cycle". Eastern Economic Journal, Vol. 21, No. 2, Spring 1995.
- Nell, E. J. (1996) "Transformational Growth and the Long-Period Method," Review of Political Economy, Vol. 8, No. 4 (October 1996): 379–401.
- Nell, E. J. (1998) "Price Theory and Macroeconomics: Stylized Facts and New Keynesian Fantasies", in Roy Rotheim, R. (ed.)., New Keynesian Economics/ Post Keynesianism Alternatives, New York and London: Routledge, pp. 71–105, 1998
- Nell, E. J. (1998) "Stages in the Development of the Business Cycle", in Hagemann, H. and Kurz, H. D. Political Economics in Retrospect: Essays in memory of Adolph Lowe, Edward Elgar, 1998, pp. 131–55.
- Nell, E. J. (1998) "Limiti di Comprensione: La Trasformazione della Crescita e il Ruolo dello Stato", in Graziani, A. and Nassisi, A. M. L'Economia Mondiale in Transformaziona. Manifestolibri srl, 1998, pp. 193–227.
- Nell, E.J. (1999) "Wicksell After Sraffa: 'Capital Arbitrage' and 'Normal" Rate of Growth, Interest and Profits," in Mongiovi, G. and F. Petri, editors, Value, Distribution and Capital: Essays in honour of Pierangelo Garegnani. London: Routledge. Ch.13 (pp. 266–93).
- Nell, E. J. (1999) "Discussion – Financial Markets and Excess Capital Flows in Asia", Global Financial Turmoil and Reform, Herman, B. (ed.), United Nations University Press, 1999, pp. 448–53
- Nell, E.J. (2001) "Notes on Hicks on Money and Monetary Theory", in L.P. Rochon and M. Vernengo, editors, Credit, Interest Rates and the Open Economy: Essays on horizontalism. Cheltenham, UK: Elgar.
- Nell, E. J. (2002) "Crecimiento Transformativo e Inestabilidad Financiera. Tensions entre el Tipo de Interés y la Tasa de Crecimiento." Oscar de Juan and Eladio Febrero (eds.). La Fragilidad Financiera del Capitalismo. Ediciones de la Universidad de Castilla-La Mancha, Cuenca, 2002.
- Nell, E.J. (2002) "On Realizing Profits in Money", Review of Radical Political Economy, Vol. 14 (4), pp. 519–30.
- Nell, E.J. (2003) "Nominal Money, Real Money and Stabilization", in S. Bell and E.J. Nell, editors, The State, the Market and the Euro: Chartalism verus Metallism in the theory of money. Cheltenham, UK: Elgar.
- Nell, E. J. and Semmler, W. (2003) “The Economic Consequences of the Peace in Iraq". Constellations, Summer, 2003.
- Nell, E. J., Federico Mayor Zaragoza and Errouaki, K. (2006) Preface. Democratizar la Globalización. Boutros Boutros Ghali.Universidad del Valle. Artes Gráficas del Valle Ltda. Colombia.
- Nell, E.J. (2004) "Monetising the Classical Equations: A Theory of Circulation" Cambridge Journal of Economics. 28(2), 2004.
- Nell, E.J (2004) "Critical Realism and Transformational Growth". In Transforming Economics. Edited by P. Lewis. London: Routledge. 76–95.
- Nell, E. J. (2004) "Hiring Invisible Hands for Public Works", in B. Hodgson, ed., The Invisible Hand and the Common Good, Springer-Verlag, 2004
- Nell, E. J. (2004) "Economic Causes of the Rise of Fundamentalism" in M. Achaari, The Dialogue of Cultures: Is it Possible?, Royal Academy of Morocco, 2004
- Nell, E. J. and Errouaki, K. (2006) Preface. Le Management entre Tradition et Renouvellement. Omar Aktouf. Montreal: Gaetin Morin.Fourth Edition.
- Nell, E. J. and Semmler, W. (2007) "The Iraq War and the World Oil Economy". Constellations. Volume 14, No. 4, December 2007
- Nell, E. J. (2008) "Aggregate Demand, Employment and Equilibrium with Marginal Productivity: Keynesian Adjustment in the Craft Economy." METU Studies in Development. Volume 35, No. 1, June 2008. Middle East Technical University, Faculty of Economic and Administrative Sciences.
- Nell, E. J. and Semmler, W. (2009) "Financial Crisis, Real Crisis and Policy Alternatives". Constellations. Volume 16, No. 2, June 2009.
- Nell, E.J. (2009) "On the History of Economic Theory and the Emergence of Capitalism", History of Economic Thought and Economic History, Economic History Year Book. Jahrbuch Fur Wirtschaftsgeschichte, Akademie Verlag.2009/1. Berlín, Germany.
- Nell, E.J and Gualerzi, D. (2010) "Where are the New Markets?", Challenge, March–April, 2010, pp. 30–46.
- Nell, E.J and Gualerzi, D. (2010) "Transformational Growth in the 1990s: Government, Finance and Hi-tech", Review of Political Economy. Vol. 22, No. 1, January, 2010, pp. 97–117.
- Nell, E.J and Gualerzi, D. (2011) "The Crisis, Long Term Depression and New Markets" International Journal of Management Concepts and Philosophy.
- Nell, E.J., Kinsella, S, and Greiff, M.(2011) `Income Distribution in a Stock-Flow-Consistent Model with Education and Technological Change', Eastern Economic Journal, 37, 134–149.